# Парадокс Беррі
Парадокс Беррі — парадокс самореференції, що міститься у фразі «найменше натуральне число, означення якого неможливо вкласти в задане число слів» («англ. the smallest possible integer not definable by a given number of words»). Уперше парадокс розглянув Бертран Рассел, приписавши авторство Дж. Дж. Беррі (1867–1928), молодшому бібліотекарю Бодліанської бібліотеки в Оксфорді. Беррі знайшов частковий випадок парадокса — «перше невизначене порядкове число» («англ. the first undefinable ordinal»).

## Парадокс
Нехай є вираз:
«Найменше натуральне число, яке неможливо означити менше, ніж 11 словами» (10 слів)
Оскільки кількість існуючих слів скінченна, то множина всіх фраз, у яких менше 11 слів, є скінченною. Відповідно, скінченною є кількість натуральних чисел, які можна означити множиною таких фраз. Водночас, множина натуральних чисел нескінченна, отже, існують числа, які вимагають для означення принаймні 11 слів. Очевидно, що серед цих чисел, які «неможливо означити менше, ніж 11 словами», існує найменше. Але воно означене вищенаведеною фразою, у якій менше 11 слів. Виникає парадокс: означене фразою число має існувати, але оскільки означення охоплює кожне таке число, то такого числа не існує.
Суперечність виникає через формальну неоднозначність поняття "словесне означення числа".